# Ronde van Moselle
De Tour de Moselle is een 4-daagse rittenkoers in het Franse departement Moselle. 
Ze staat gecatalogiseerd als een nationale wedstrijd maar kent desondanks een vrij internationaal deelnemersveld. Bekende oud-winnaars zijn onder meer Dimitri Claeys en Bart De Clercq.